# A Morning Alarm
A Morning Alarm je americký němý film z roku 1896, produkovaný Edison Manufacturing Company. Režiséry jsou James H. White (1872–1944) a William Heise (1847–1910). Film byl natočen 14. listopadu 1896 v Newarku v New Jersey.
Tematicky na něj navazují snímky Starting for the Fire a Fighting the Fire, které mohou být zhlédnuty samostatně nebo jako celek.

## Děj
Film dokumentuje ranní výjezd několika hasičských kočárů, kterému přihlíží mnoho lidí na ulici.